# 孙淑君
孙淑君（1960年—），山东淄博人，汉族，中华人民共和国政治人物、第十一届全国人民代表大会辽宁地区代表。
毕业于辽宁省委党校工商行政管理专业，是中共党员。担任沈阳市残疾人联合会党组副书记、副理事长，沈阳市皇姑区启智幼儿园园长。2008年起担任全国人大代表。